# Alex Camilleri
Alex Camilleri és un director de cinema estatunidenc-maltès.

## Biogtrafia
Els pares d'Alex Camilleri són de Malta però van emigrar als Estats Units als anys vuitanta. És el primer de la seva família que neix als Estats Units.
Camilleri va estudiar literatura anglesa i cinema documental al Vassar College de Nova York, on va completar el seu film de tesi Still Here el 2010 i és un antic alumne dels Sundance and Film Independent Labs.
El seu debut al llargmetratge Luzzu es va estrenar al Festival de Cinema de Sundance el gener de 2021. Luzzu va ser presentada per Malta com a entrada per als Premis Oscar de 2022 a la categoria millor pel·lícula de parla no anglesa. També va guanyar el premi al millor director a la XXXVI edició de la Mostra de València.
Camilleri viu i treballa a Nova York.

## Filmografia
- 2009: Elli and the Astronaut (curtmetratge)
- 2010: Still Here (curtmetratge documental)
- 2017: Prickly Pear (curtmetratge)
- 2021: Luzzu

## Premis
Festival Internacional de Cinema de Sofia
- 2021: Premi del Jurat Jove a la competició internacional (Luzzu)[9]

Festival de Cinema de Sundance
- 2021: Nominació al Gran Premi del Jurat al World Cinema Dramatic Competition (Luzzu)